# دير مواس
مدينة دير مواس هي مدينة تقع في محافظة المنيا على الضفة الغربية لنهر النيل.
تعرف مدينة ديرمواس بأنها شهدت العديد من الأحداث السياسية خلال ثورة 1919، حيث قام أهالي ديرمواس في 18 مارس سنة 1919 بقطع خطوط السكة الحديد أمام مدينة ديرمواس وقتل عدد من ضباط الجيش الإنجليزي أبرزهم (بوب) وهو مفتش بمصلحة السجون الإنجليزية وبعدها قام الجيش الإنجليزي بالانتقام من أبناء ديرمواس بإعدام عدد منهم وسجن البعض الآخر ويوجد أمام مبني مجلس مدينة ديرمواس نصب تذكارى لهؤلاء الشهداء كما تم تخليد هذه الذكرى بأن أصبح ذلك اليوم 18 مارس من كل عام هو العيد القومي لمحافظة المنيا

## التقسيم الإداري للمركز
ينقسم مركز دير مواس إلى 5 وحدات محلية تضم قرى.
- دلجا (وتضم قرى دلجا، زعبرة)

- نزلة البدرمان (وتضم قرى البدرمان، أبو خلقة، نزلة أولاد مرجان، نزلة عبد المسيح، نزلة محمود، نزلة البدرمان

- بني حرام (وتضم قرى تانوف، نزلة سعيد، الحسابية، بني عمران، السوالم، الناصرية، الرحمانية، بني سالم

- كفر خزام (وتضم قرى عزب تل بني عمران، منشأة سمهان، منشأة خزام، نزلة محمد سمهان، طوخ

- تل بني عمران (وتضم قرى جزيرة تل بني عمران، تل بني عمران، العمارية الغربية، العمارية الشرقية، الحاج قنديل

## الاقتصاد
يتركز النشاط الزراعي على زراعة [[قصب السكر[] والقمح والبرسيم والمنتجات العطرية، والنشاط الصناعى يشمل صناعة العسل الأسود والمخللات بقرى المركز، وتصدر المدينة النباتات العطرية وقصب السكر.

## السياحة
كانت هذه البلدة تسمى قديما «أخـِت أتون» أي: «أفق أتون» هي العاصمة الجديدة التي أنشأها الملك إخناتون، وهي تقع على بعد خمسة وأربعين كم جنوب مقابر بني حسن بمحافظة المنيا، ولا تزال بقايا العاصمة القديمة موجودة حتى الآن بمركز ديرمواس عاصمة مصر القديمة تل العمارنة والمشهورة حاليًا التل الشرقي أو تل بني عمران تل العمارنة تتمركز في دير مواس محافظة المنيا في شمال صعيد مصر، وهي تمتد على طول الشاطئ الشرقي للنيل لمسافة تقترب من خمسة أميال – وعرضها 1100 ياردة.
وعندما أدرك "إمنحوتب الرابع" (أخناتون) أنه لا إمكانية للاستمرار في طيبة (الأقصر) بعدما أظهر كهنة آمون العداء لدعوته الجديدة التي حاول إدخالها بدلاً من ديانة «آمون» والعقائد الأخرى في مصر، كان عليه لِزاماً أن يبحث عن موقع جديد ينتقل إليه ويدعو منه لربـه ’آتون‘، ذلك المعبود الذي أراد الملك به -حسبما يعتقد بعض المتخصصين- توحيد مجمع الأرباب المصرية.وهكذا أسسها الملك ’إمنحتب الرابع‘ (أخناتون) مدينته الجديدة وانتقل في العام الرابع من حكمه إلى عاصمته الجديدة ’أخت أتون‘ (آخت-آتون) أي ’أفق آتون/ قرص الشمس‘. هذا المكان الذي استقر فيه ويُعرف حالياً باسم ’تل العمارنة‘، ويقع على بعد عشرة كيلومترات من ’ملوي‘، على البر الشرقي للنيل، تاركاً كل من منف وطيبة (الأقصر) اللتان كانتا بمثابة عاصمتي مصر وقتذاك والمقرين الملكيين صيفاً وشتاءاً.تمتد مدينة العمارنة على مساحة خمسة وعشرين كيلومتراً من ’الشيخ سعيد‘ شمالاً حتى ’الشيخ عبد الحميد‘ جنوباً، وهي منطقة محاطة بسلاسل الجبال من ثلاث جهات شرقاً وشمالاً وجنوباً، أما حدودها الغربية فيحدها نهر النيل، وتقوم على أطلالها ثلاث قرى هي: ’الحاج قنديل‘، ’دير مواس‘، ’الحوطة‘. أما تسميتها بـ ’تل العمارنة‘ فهي نسبة إلى قرية ’بني عُمران‘ أو ’البدو العمارنة‘ الذين كانوا يُقيمون بها.وتضم تلك المدينة التي أمر أخناتون بإنشائها: قصرين ملكيين (القصر الشمالي والقصر الجنوبي)، – معابد آتون – الأحياء السكنية من منازل للنبلاء وقرية للحرفيين – المقبرة الملكية التي تقع في الشمال الشرقي من المدينة – 25 من مقابر الأفراد تنقسم إلى مجموعتين (شمالية، وجنوبية) تقعان في أقصى شمال المدينة وتشتملان على 25 مقبرة لكبار موظفي الدولة في عهد أخناتون. وقد قام الملك بتحديد مدينته بأربعـة عشـر لوحـة تعرف باسـم «لوحـات الحـدود»، هذا وقد عُثِرَ في في المدينة على رسائل تل العمارنة.